# District de Potsdam (1815-1945)
 (février 2018).
Si vous disposez d'ouvrages ou d'articles de référence ou si vous connaissez des sites web de qualité traitant du thème abordé ici, merci de compléter l'article en donnant les références utiles à sa vérifiabilité et en les liant à la section « Notes et références ».
Ne doit pas être confondu avec District de Potsdam.
1815–1945
Le district de Potsdam, en allemand Regierungsbezirk Potsdam, est une région historique allemande. De 1815 à 1945, il était l'un des deux districts de la province prussienne de Brandebourg, l'autre étant le district de Francfort.

## Structure
Villes:
- Berlin (1822–1881)
- Brandebourg-sur-la-Havel (à partir de 1881)
- Charlottenbourg (1877–1920)
- Eberswalde (à partir de 1911)
- Lichtenberg (1908–1920, à partir de 1912 Berlin-Lichtenberg)
- Schöneberg (1899–1920, à partir de 1912 Berlin-Schöneberg)
- Deutsch-Wilmersdorf (1907–1920, à partir de 1912 Berlin-Wilmersdorf)
- Rixdorf (1899–1920, à partir de 1912 Neukölln)
- Potsdam
- Rathenow (à partir de 1925)
- Spandau (1886–1920)
- Wittenberge (à partir de 1922)

Arrondissements:
- Arrondissement d'Angermünde (de)
- Arrondissement de Beeskow-Storkow (de) (créé en 1836)
- Arrondissement d'Havelland-de-l'Est (de)
- Arrondissement d'Havelland-de-l'Ouest
- Arrondissement de Jüterbog-Luckenwalde
- Arrondissement du Bas-Barnim (de)
- Arrondissement du Haut-Barnim
- Arrondissement de Prenzlau
- Arrondissement de Prignitz-de-l'Est (de)
- Arrondissement de Prignitz-de-l'Ouest (de)
- Arrondissement de Ruppin (de)
- Arrondissement de Teltow (de) (dénommé Arrondissement de Teltow-Storkow (de) jusqu'en 1835)
- Arrondissement de Templin
- Arrondissement de Zauch-Belzig

## Présidents du district
| 1810–1840: Friedrich Magnus von Bassewitz 1842–1850: August Werner von Meding 1850–1862: Eduard von Flottwell 1862–1879: Gustav von Jagow 1879–1881: Heinrich von Achenbach 1881–1889: Karl von Neefe (de) 1889–1900: Robert Hue de Grais (de) 1900–1903: Friedrich von Moltke 1903–1914: Rudolf von der Schulenburg | 1914–1915: Friedrich von Falkenhausen 1915–1917: Friedrich Ernst von Schwerin 1917–1919: Adolf von Massenbach 1919–1924: Franz Schleusener (de) 1924–1930: Wilhelm Momm 1930–1933: Wolfgang Jaenicke 1933–1938: Ernst Fromm (de) 1938–1944: Gottfried von Bismarck-Schönhausen |